# Altica impressicollis
Altica impressicollis is een keversoort uit de familie bladkevers (Chrysomelidae). De wetenschappelijke naam van de soort werd in 1862 gepubliceerd door Louis Jérôme Reiche.